# Odyseusz
Odyseusz (Odysseusz, Odys, stgr. Ὀδυσσεύς; Ulikses stgr. Οὐλίξης, łac. Ulixes; Ulisses, łac. Ulysses) – w mitologii greckiej król Itaki i Tesprotii; heros występujący głównie w Iliadzie i Odysei Homera oraz innych utworach z cyklu trojańskiego.

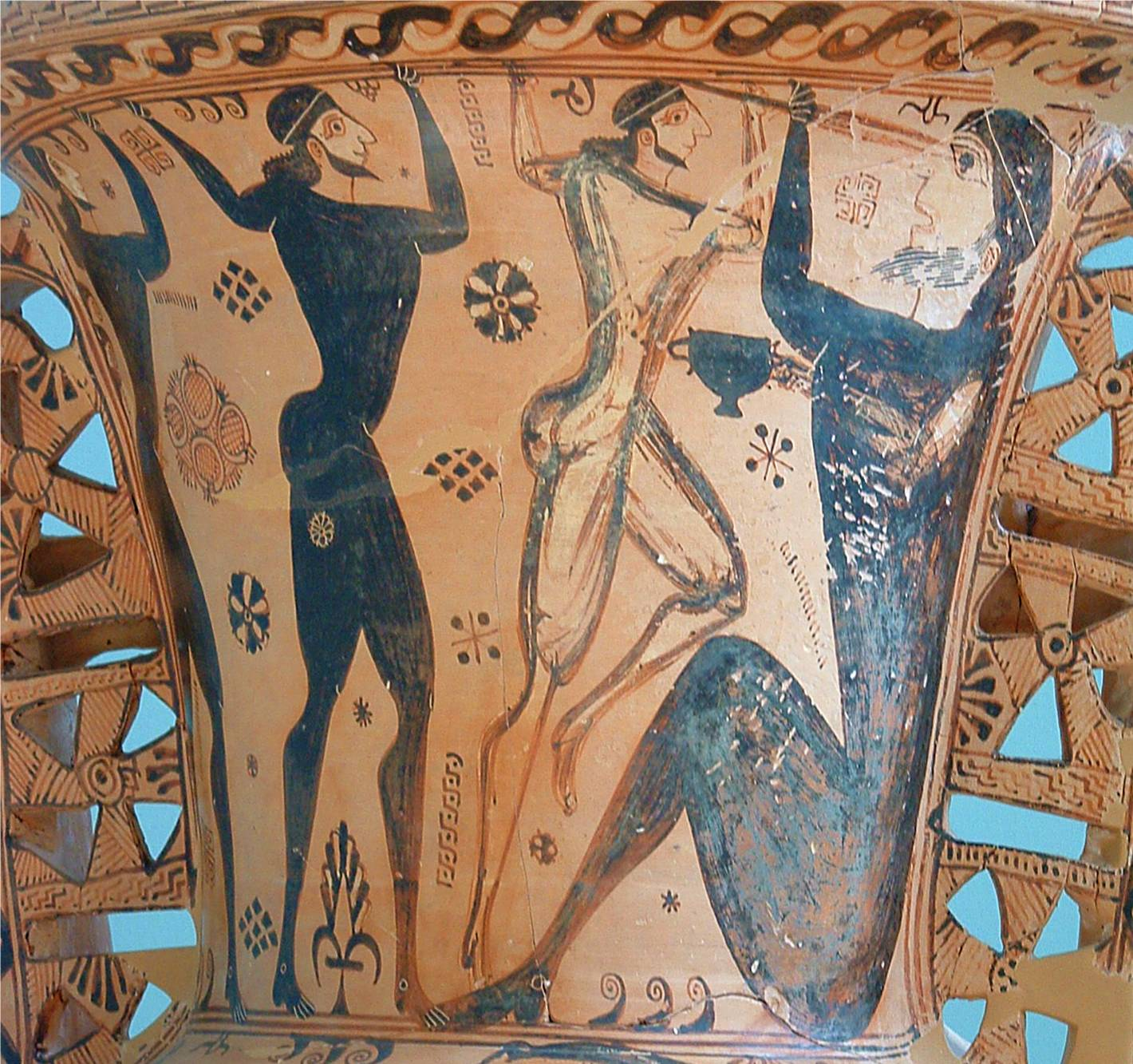
Odyseusz oślepiający Polifema (malowidło amfory z VII w. p.n.e.)

Był synem Laertesa i Antiklei; według niektórych źródeł jego biologicznym ojcem był Syzyf. Jego żoną była Penelopa, córka Ikariosa, z którą miał trójkę synów — Telemacha, et al. Jest słynny z licznych zasług podczas wojny trojańskiej (walczył po stronie Achajów) oraz swojej dziesięcioletniej tułaczki z Troi na Itakę.

## Pochodzenie
Odyseusz wywodził się od boga Hermesa z linii swojej matki, Antiklei, a po ojcu Laertesie odziedziczył królewski tron na Itace. Homer w wielu przypadkach obdarzył Odysa epitetem przebiegłego (stgr. πολύπορθης, dosł. wielu skrętów)  oraz niezwykle wydatną umiejętnością kłamania, co prawdopodobnie wynikło z jego pochodzenia. Z tego też powodu zaczęto nazywać go synem Syzyfa.

## Mit

### Wczesne życie
Był jednym z zalotników Heleny w Sparcie. Tam, poproszony o rozwiązanie problemu mariażu córki przed Tyndareosa, w zamian za rękę Penelopy nakazał wszystkim zalotnikom (ze sobą włącznie) poprzysiąc ochronę Heleny i jej męża od zagrożeń ich małżeństwo napotka

### Cykl trojański
Z Chrestomatii Proklosa dowiadujemy się następujących faktów o zaginionych eposach opisujących wojnę trojańską oraz wydarzenia następujące przed i po niej:

#### Kypria
W Kyprii składającej się z jedenastu pieśni Menelaos i Nestor przybywają do Odyseusza, by przekonać go do wzięcia udziału w ekspedycji na Troję. Gdy ten udawał szaleństwo z intencją uniknięcia dołączenia do nich, Palamedes powiedział im, by odebrali mu syna Telemacha. Tak więc zrobili, efektywnie przekonując Odysa do udziału w wyprawie.
Pauzaniasz uzupełnia Proklosa twierdząc o treści Cyprii, że później Odyseusz i Diomedes utopili Palamedesa, gdy ten łowił ryby.
W innej wersji mitu Odyseusz oskarżył Palamedesa przed Agamemnonem o zdradę i spisek z Priamem na podstawie sfałszowanych dowodów, co doprowadziło do śmierci oskarżonego. Był to temat zaginionej tragedii Euripidesa.

#### Iliada
Po Kyprii następuje Iliada Homera, która nie została zawarta w przetrwałych fragmentach Chrestomatii Proklosa. Gdy córka Chryzesa, Chryzejda zostaje porwana przez Agamemnona, Apollon na prośbę jej ojca zsyła na Achajów plagi. Po dziewięciu dniach Achilles zwołuje zgromadzenie i przekonuje Agamemnona, by zwrócił Chryzesowi córkę. Ten zgadza się, ale odbiera Achillesowi niewolnicę, przez co syn Tetydy i jego brygada przestają walczyć dla Agamemnona. Odyseusz zwraca Chryzejdę Chryzesowi, a Apollon zakańcza plagi.
Po dziewięciu latach oblężenia Troi Odyseusz przemawia, ratując Achajów przed skutkami ich obniżonych morale.
Agamemnon z sugestii Nestora wysłał Odysa, Ajasa, Fojniksa i dwóch innych mężczyzn, by przekonali Achillesa do powrotu na pole walki z pomocą darów: zwróconej niewolnicy i innych kosztowności. Powrócili jednak z pustymi rękoma.
Tej samej nocy, Odys i Diomed walczą pod Troją: dekapitują Dolona po uzyskaniu od niego informacji i najeżdżają na obozy tebańskie będące po stronie Troi. Dalsza akcja Iliady dzieje się bez większego wpływu Odyseusza, a po niej następuje epos Ajtiopida.

#### Ajtiopida
W Ajtiopidzie Arktinosa z Miletu składającej się z pięciu pieśni Odys oczyszcza Achilla po tym, jak ten zabił Tersytesa ze złości spowodowanej jego naśmiewaniem się z Achillesa będącego w żałobie po śmierci Amazonki Pentezylei.
W punkcie kulminacyjnym eposu Achilles zostaje postrzelony przez Parysa z pomocą Apollina. Odyseusz odwraca uwagę Trojan, podczas gdy Ajas zanosi ciało Achillesa na statki achajskie. Tetyda zabiera Achillesa na Wyspę Białą, a Odyseusz i Ajas spierają się o jego zbroję.

#### Mała Iliada
Po Ajtiopidzie następuje Mała Iliada Leschesa z Lesbos składająca się z czterech pieśni, która zaczyna się sporem Odysa i Ajasa. Ten pierwszy wygrywa z pomocą Ateny, a Ajas w morderczym szale niszczy stada achajskie, po czym popełnia samobójstwo.
Odys przybywa po raz pierwszy do Troi w przebraniu żebraka i porywa wróżbitę Helenosa, który wyjawia mu warunki przejęcia troi: wykradnięcie Palladionu, otrzymanie łopatki Pelopsa i sprowadzenie Neoptolemosa do obozu achajskiego. Tak też się dzieje; łopatka Pelopsa dostaje się w ręce Achajów, a syn Achillesa otrzymuje zbroję swojego ojca od Odysa. Palladion zaś zostaje wykradziony przez Odyseusza i Diomeda z pomocą Heleny.
Epejusz buduje wielkiego drewnianego konia z polecenia Ateny, w którym to Odys wraz z innymi achajskimi herosami dostaje się do Troi. Trojanie przyjęli konia z otwartymi rękoma, celebrując pozorne zwycięstwo nad Achajami.

#### Zdobycie Ilionu
Po Małej Iliadzie następuje Zdobycie Ilionu Arktinosa z Miletu składające się z dwóch pieśni. Początek tego eposu ponawia wydarzenia opisane w uprzednim, ale z dużo większą ilością szczegółów i szerszym rozwinięciem fabuły. Po wzięciu konia w mury trojańskie, Achajowie atakują miasto od środka. Ajas próbuje uprowadzić Kasandrę siłą, przy czym niszczy obraz Ateny; Achajowie chcą go ukamienować w oburzeniu, ale ten ironicznie znajduje schronienie w świątyni bogini, którą uraził.
Gdy spalili Troję, Achajowie poświęcili Poliksenę w grobowcu Achillesa, a Odys morduje Astyanaksa poprzez zrzucenie z murów miasta.

#### Powroty
Po Zdobyciu Ilionu następują Powroty Agiasa z Trojzeny składające się z pięciu pieśni. Jak tytuł eposu wskazuje, opowiada on o przygodach achajskich herosów podczas ich dróg z Troi do ziem rodzimych; przede wszystkim rodu Atrydów. Jedyny epizod, w jakim Odys występuje mówi o tym, jak Neoptolemos spotkał go przebywając w Maronei identyfikowanej z Ismarosem, który Odys plądrował podczas swojej tułaczki.

#### Odyseja
Po Powrotach następuje Odyseja Homera, która — podobnie jak Iliada tego samego autora — nie została zawarta w przetrwałych fragmentach Chrestomatii Proklosa. Na początku swojej tułaczki, Odyseusz wraz ze swoją flotą najeżdżają na Ismaros, czyli ziemie trackich Kikonów, gdzie otrzymują od jedynego przetrwałego Marona wiele darów, między innymi dwanaście amfor wina lub miodu pitnego.
Potem odwiedzają lotofagów, którzy częstują flotę Odysa owocem lotosu, który powoduje zaniki pamięci; przez to musi zaciągnąć ich na statki siłą.
Po lotofagach docierają do jaskini Cyklopów, synów Posejdona. Tam atakuje ich Polifem, którego Odys odurzył wcześniej otrzymanym winem lub miodem pitnym. W wyniku tego, że przedstawił mu się jako Nikt, gdy inni Cyklopi przychodzą pytać Polifema co mu się stało (płacze głośno, bo wraz ze swoją flotą Odyseusz wybił mu oko naostrzoną lagą), odpowiada: Nikt mnie krzywdzi!. Potem jednak Odys wyjawia mu swoje prawdziwe imię, dzięki czemu Cyklop może modlić się do swojego ojca o rzucenie na niego klątwy.
Po Cyklopach jest Eol, bóg wiatru, który obdarza Odysa workiem zawierającym burzę nasłaną nań przez Posejdona. Gdy zbliżają się już do Itaki, jego flota otwiera ów worek i powoduje, że za sprawą burzliwych wiatrów wracają na wyspę Eola. Ten odmawia im dalszej pomocy zauważywszy, że zostali przeklęci przez bogów.
Po Eolu są Lajstrygonowie, czyli Olbrzymy-ludożercy, którzy niszczą jedenaście z dwunastu statków Odysa.
Po Lajstrygonach jest Kirke, córka Heliosa. Gdy docierają na Ajaję, jej wyspę, Odys wysyła kilkudziesięciu swoich ludzi na zwiady. Wtedy Kirka zmienia ich wszystkich w świnie z wyjątkiem Eurylocha, który powraca do Odyseusza, by opowiedzieć mu o tym wypadku. Po drodze do pałacu Kirki Hermes daruje Odysowi zioło zwane moly, które powoduje odporność na czary. Kirka zakochuje się w Odysie, dzięki czemu jego flota zostaje przemieniona z powrotem w ludzi i uwolniona. Odyseusz pozostaje na wyspie Ajai na rok, podczas którego zapładnia Kirkę bliźniętami — Telegonem i Kassifone (Homer nie wspomina o nich w Odysei).
Z polecenia Kirki Odys udaje się do Podziemi, gdzie Tejrezjasz przepowiada mu przyszłość. Dowiaduje się tam także o śmierci swojej matki i Elpenora od nich samych.
Po wizycie w Podziemiach powracają na wyspę Ajai, gdzie urządzają pochówek Elpenorowi i dostają dalsze instrukcje od Kirki.
Po Kirke są Syreny, przed którymi każdy z floty oprócz Odyseusza broni się zatykając uszy woskiem pszczelim; Odysa zaś przywiązują do masztu, bo chciał usłyszeć pieśń Syren. Po Syrenach są Skylla i Kharybda, między którymi przepływają; Skylla odbiera im sześciu mężczyzn.
Potem dopływają na wyspę Heliosa, gdzie — wbrew ostrzeżeniom Kirki i Tejrezjasza masakrują jego bydło. Wskutek tego Helios prosi Zeusa, by ich ukarał, pozostawiając jedynie Odysa przy życiu.
Odys buduje tratwę, dzięki której przybywa na Ogygię, wyspę nimfy Kalypso, która przetrzymuje go przez siedem lat dopóki, dopóty Hermes z polecenia Zeusa — który z kolei został przekonany przez Atenę — nie zwraca jej uwagi i każe jej wypuścić Odyseusza. Kalypso daje Odysowi potrzebne zapasy i tratwę, dzięki której znów wyrusza na morze, docierając na Scherię, wyspę Feaków będącą swego rodzaju utopią. Z Kalypso spłodził bliźniaków, o których również Homer nie wspomina. Według niektórych źródeł i pisarzy cyklicznych, Telegonos był synem Kalypso, a nie Kirki.
Zauważywszy Odyseusza na plaży, Nauzykaa, córka króla Alkinoja ubiera go i karmi. Potem Odys udaje się do pałacu, gdzie opowiada o swojej tułaczce. Feakowie darzą go starbami droższymi niżeli te, które zabrał z Troi i stracił, po czym na jego prośbę zabierają go (śpiącego) na Itakę.
Już na Itace, Atena przemienia go w starego żebraka, i w takiej formie udaje się do chatki Eumajosa, swojego wiernego świniopasa. Eumajos nie poznaje go.
Na polecenie Ateny, Telemach powraca ze Sparty na Itakę, unikając zasadzki umieszczonej przez zalotników Penelopy. Odys wyjawia swoją tożsamość Telemachowi i decydują, że zalotnicy muszą zginąć, po czym syn króla powraca do pałacu.
Arnajeusz obraża Odysa, biorąc go za zagrożenie. Z polecenia Antynoja walczą o miejsce wśród zalotników i jedzenie. Odyseusz wygrywa, a Arnajeusz w domyśle jest zabrany do króla Echetosa na wycięcie nosa, uszu i jąder.
Odyseusz spotyka się z Penelopą i opowiada jej o tym, jak rzekomo spotkał samego siebie na Krecie, oraz pod presją z jej strony mówi jej, że niedawno był w Tesprotydach i tam dowiedział się o niedawnej lokacji Odysa.
Eurykleja, piastunka jego i Telemacha poznaje go podczas obmywania mu nóg, rozpoznając jego bliznę. Próbuje przekonać Penelopę o tym, że stary żebrak jest tak naprawdę Odysem, ale z pomocą Ateny Penelopa nie wierzy Euryklei. Odyseusz każe Euryklei przysiąc mu, że nie wyjawi jego sekretu.
Potem, z polecenia Ateny, Penelopa zbiera zalotników, mówiąc im, że który zdoła przestrzelić dwanaście głów topora z łuku Odysa będzie mógł ją poślubić. Żaden z nich nie daje rady wyzwaniu; Odyseusz przychodzi i sam wygrywa wyzwanie, po czym następuje rzeź zalotników z pomocą Telemacha, Eumajosa i Filoetjusza.
Penelopa rozpoznaje Odysa po tym, jak wyjawia jej sposób, w jaki zbudował ich łóżko. Potem, Odyseusz udaje się na farmę swojego ojca, gdzie rodziny martwych zalotników wszczynają walkę. Atena i Zeus interweniują, zaprzestając bitwie i kończąc akcję eposu.

#### Telegoneja
Po Odysei następuje Telegoneja Eugamona z Cyreny składająca się z dwóch pieśni i będącą ostatnim dziełem z cyklu trojańskiego. Zaczyna się ona pogrzebem zalotników Penelopy. Odys, po złożeniu ofiary Nimfom udaje się do Elidy, by doglądać swojej trzody. Tam zabawia go Poliksenos, tamtejszy król, i daruje mu miskę do mieszania z wyrytą historią Trofoniosa.
Odyseusz wtedy powraca na Itakę i składa ofiary polecone mu przez Tejrezjasza, po czym wybywa do Tesprotyd i tam poślubia królową Kallidike; ma z nią syna Polypojetesa i drogą małżeństwa zostaje królem Tesprotii. Prowadzi Tesprotów na wojnę przeciw Brygom, którzy wspomagani są przez Aresa; armię Odyseusza prowadzi Atena. Konflikt rozstrzyga Apollon, a królowa Kallidike polega w wojnie. Odyseusz znów powraca na Itakę, zostawiając swojego syna na tronie. Na Itace poznaje Polypojetesa zrodzonego mu przez Penelopę.
W tym czasie Telegonos wybywa na poszukiwania ojca i dociera na Itakę, po czym plądruje tamtejsze pola z głodu. Odyseusz wychodzi z pałacu, by bronić swojego kraju, ale jest przypadkowo zabity przez Telegona z pomocą włóczni stworzonej przez Hefajstosa, wyposażonej w kręgosłup płaszczki, zadana za pomocą którego rana była uważana za śmiertelną. W ten sposób dokonała się przepowiednia dana Odysowi przez Tejrezjasza i wyrocznię Dodońską.
Telegon, poznawszy tożsamość swojego ojca zabrał jego ciało wraz z Penelopą i Telemachem na wyspę Ajai, do domu swojej matki. Ta pochowała Odyseusza i uczyniła pozostałą trójkę nieśmiertelnymi; Telegon poślubił Penelopę, a Telemach — Kirkę.

## Inne źródła mitograficzne
Sofokles napisał tragedię opartą na późniejszej akcji Telegonii zwaną Odysseus akanthoplex (dosł. Odyseusz zraniony przez kręgosłup); teraz niestety jest ona zaginiona. Pakuwiusz napisał kolejną tragedię Niptra (dosł. Obmywanie nóg), która była reinterpretacją sztuki Sofoklesa.
Pseudo-Apollodor twierdził, że Odyseusz wygnał Penelopę, gdy tę uwiódł Antynoj. Na wygnaniu miała urodzić Hermesowi Pana.

## Inne dzieła
Dante Alighieri zamieszcza Ulissesa i Diomeda blisko samego dołu Piekła, w ósmym kręgu.
Odyseusz występuje w tragedii Shakespeare'a Troilus i Kresyda, której akcja toczy się podczas wojny trojańskiej.
Nikos Kazandzakis napisał epos będący kontynuacją Odysei Homera nazwany Odyseja: Współczesna kontynuacja. Zaczyna się on od wyczyszczenia się Odysa z krwi zalotników Penelopy.